# Kostel svatého Václava (Vršovice)
Kostel svatého Václava je římskokatolický farní kostel postavený v letech 1929–1930 ve slohu konstruktivismu. Trojlodní železobetonový kostel byl postaven podle projektu architekta Josefa Gočára. Stavba se nachází na náměstí Svatopluka Čecha v Praze-Vršovicích. Odborníky je považován za jednu z nejzdařilejších funkcionalistických církevních staveb v Česku. Společně s nedalekým kostelem sv. Mikuláše je hlavním chrámem vršovické farnosti.

## Historie stavby

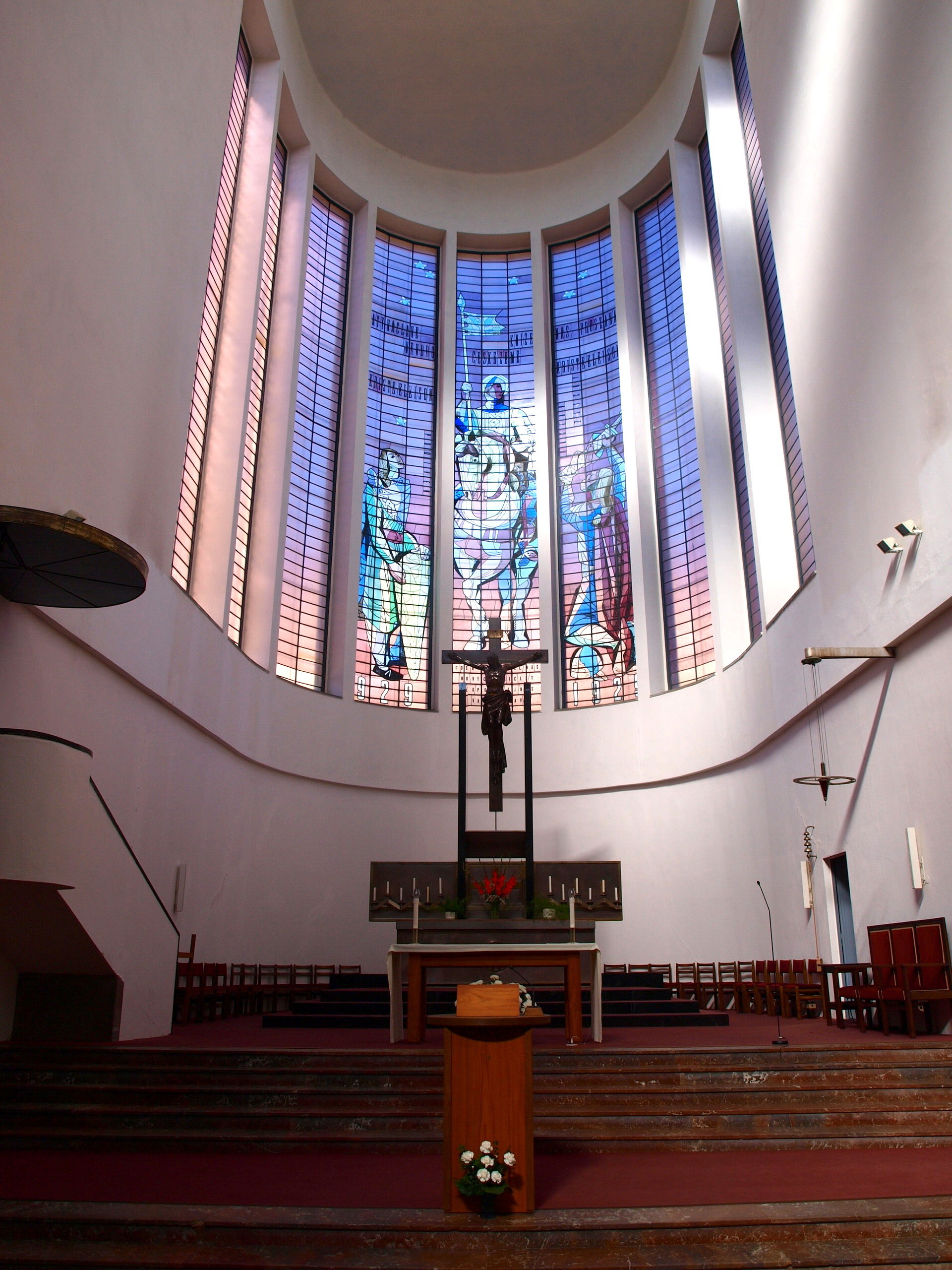
Interiér kostela

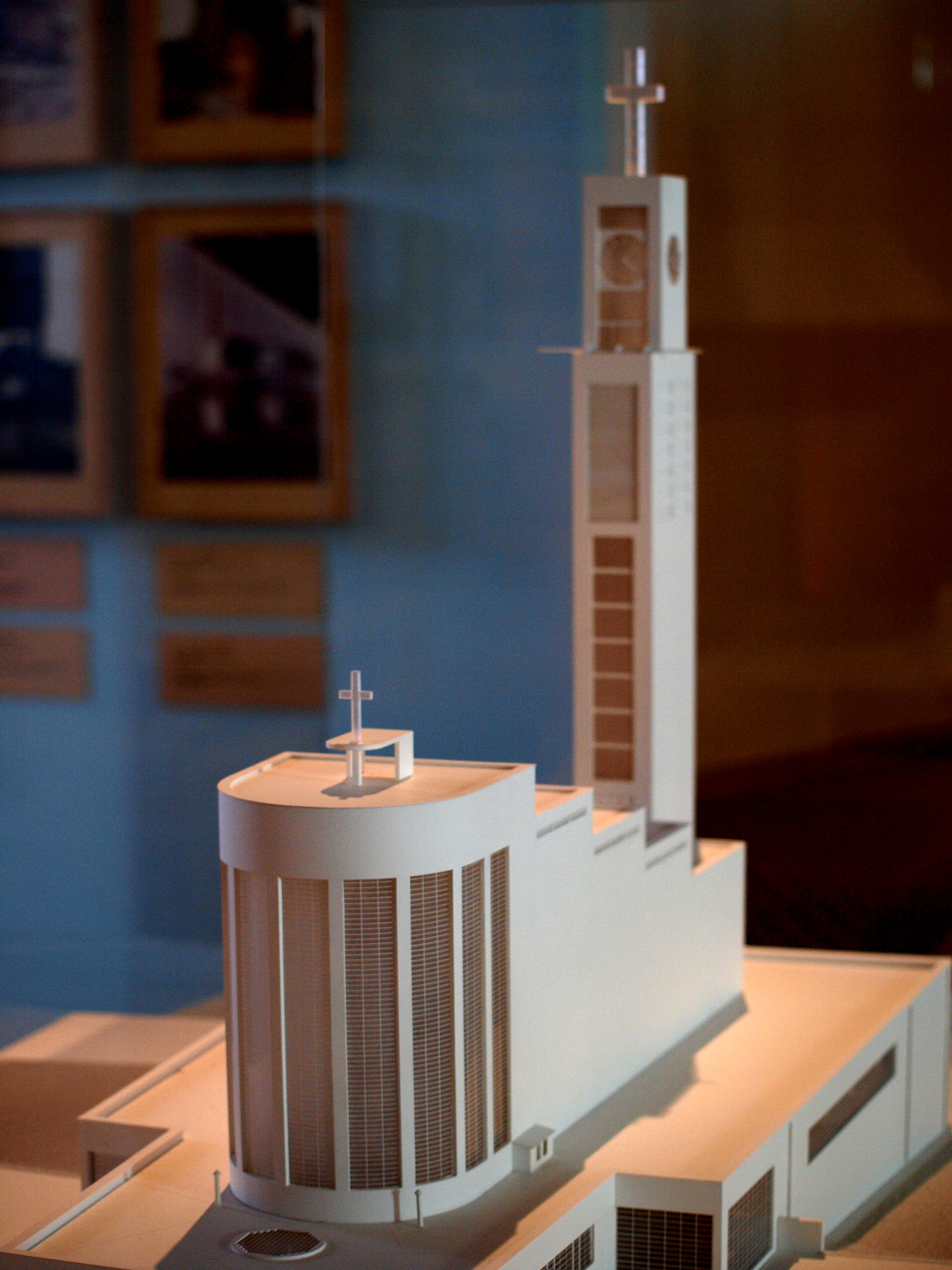
Model kostela od akademického sochaře Jana Roitha (Národní technické muzeum v Praze)

Koncem 19. století měly Vršovice 13 tisíc obyvatel převážně katolického náboženství a kapacita kostela sv. Mikuláše ani po přestavbě a rozšíření v roce 1896 nestačila poptávce. U příležitosti povýšení obce na město 1. května 1902 se tehdejší vršovický farář František Dusil rozhodl založit Spolek pro zbudování nového katolického chrámu Páně ve Vršovicích. Na první valné hromadě spolku 3. dubna 1902 byly schváleny stanovy a Dusil navrhl, aby budoucí svatostánek byl ukázkou moderní české architektury. Protektorem spolku se stal arcibiskup pražský kardinál Lev Skrbenský z Hříště.
Kromě členských příspěvků a sbírek získal spolek značnou část peněz potřebných na výstavbu díky úspěšné investici do pozemků v sousedních Záběhlicích. Dusil je koupil pro spolek v roce 1904 a v pozdějších letech, kdy jejich cena prudce vzrostla, je se ziskem prodal. Budoucí kostel měl původně stát na pozemku vedle Vršovického zámečku (Rangherky), bývalé továrny na výrobu hedvábí, ale na místě vznikl park a spolek musel najít jiné místo. To bylo záhy nalezeno na starém zádušním hřbitově, který se rozkládal na místě dnešního Čechova náměstí, a na němž se přestalo pohřbívat v roce 1903.
Plán v pseudorenesančním stylu pro původní lokalitu vypracoval místní stavitel Bohumil Hrabě. Plány pro nové místo navrhl profesor průmyslové školy v Praze inženýr Václav Materka. Návrh budovy v renesančním stylu obsahující například kopii kupole chrámu sv. Petra v Římě se však ukázal být nepoužitelný pro svoji velkou nákladnost. Kvůli 1. světové válce musel spolek svoje aktivity přerušit. Na své plány navázal až v roce 1925. Arcibiskup František Kordač pověřil nastupujícího faráře Stanislava Pilíka, aby se postaral o realizaci stavby. Architekt Materka zpracoval dokumentaci železobetonové stavby a plány byly předloženy arcibiskupské konzistoři. Ta se však 5. listopadu 1927 rozhodla vypsat novou veřejnou architektonickou soutěž. 15. prosince 1927 vybírala z 52 návrhů. Jednoznačný vítěz nebyl zvolen. Do užšího finále postoupili architekti Josef Gočár, Jaroslav Kabeš a Vladimír Bolech. Jako nejlepší byla 2. července 1928 vybrána Gočárova varianta.
Na základě vítězného projektu byl podán návrh na zrušení hřbitova a uložení exhumovaných ostatků do pohřební krypty pod pohřební kaplí budoucího kostela. Blížící se svatováclavské milénium uspíšilo realizaci projektu. Základní kámen byl slavnostně položen 20. května 1929 za přítomnosti strahovského opata Metoda Jana Zavorala a první výkop provedl světící biskup Antonín Podlaha. Chrám vystavěli pracovníci stavební firmy inženýra Strnada za 11 měsíců. Kostel byl vysvěcen pražským arcibiskupem Františkem Kordačem 21. září 1930.

## Charakter stavby
Gočárův projekt důvtipně počítal se svažujícím se terénem. Vstupní schodiště je v celé šíři kostela a vede do otevřené předsíně. Hlavní vchod do chrámové lodi je trojdílný. Půlkruhové kněžiště uzavírá trojlodní stavbu. Podélný půdorys se směrem k hlavnímu oltáři mírně zužuje a intenzita světla k němu se postupně zesiluje. Kněžiště a boční lodě osvětlují široká okna. Díky železobetonové konstrukci nemusely být boční lodě odděleny od hlavní pomocí sloupů. Velký kříž na hlavním oltáři vytvořil Čeněk Vosmík. Josef Kaplický navrhl okno s vitráží v závěru presbytáře. Je na něm znázorněn svatý Václav na koni, jeho sluha blahoslavený Podiven a Radslav Zlický. Autorem levého postranního oltáře Panny Marie je Karel Pokorný. Naproti němu se nachází oltář Srdce Páně od Josefa Kubíčka. V pravé boční lodi je oltář sv. Josefa od stejného autora. Reliéf na Oltáři českých patronů, nacházející se v pravé boční lodi, vytvořil Čeněk Vosmík. Křížová cesta z opuky lemující stěny je dílem Bedřicha Stefana. V šedesátých a devadesátých letech byl kostel nově vymalován. V roce 1987 bylo presbyterium (kněžiště) doplněno o oltář umístěný směrem k lidu. Za kněžištěm je kaple, přístupná bočním vchodem. V budově se nachází sakristie, zpěvárna a knihovna.

### Věž a zvony
Nad předsíní se do výšky 56 metrů tyčí hranolovitá věž. Její čelní stěna je zasklena luxfery. Ve věži je zvonice, která byla v roce 1930 vybavena pěti zvony (Marie, Ludmila, Vojtěch, Václav a umíráček). Zvony ulité Rudolfem Pernerem však byly v průběhu druhé světové války zrekvírovány. Dva nové zvony (Václav a Ludmila) zde byly instalovány až v roce 1995. Jejich tvůrcem je rodina Dytrychova z Brodku u Přerova. Vrchol věže je osazen velkým v noci osvětleným křížem ze žlutého opaxitu. Ve spodní části věže je prostor, kde se měla podle původního návrhu nacházet socha svatého Václava. Ta byla na věž instalována až 28. 9. 2010. Původní návrh sochy svatého Václava vytvořil v roce 1929 Bedřich Stefan. Nadživotní podobu sochy podle modelu vytvořil akademický sochař Jan Roith, který se tak vlastně stal de facto jejím právoplatným spoluautorem. Výrobu sochy a její umístění zaplatila městská část Praha 10.

## Další využití budovy
Kromě mší se v kostele konají koncerty.
- Od roku 2011 se zde koná slavnostní zakončení Dnů evropského dědictví, které spoluorganizuje městská část Praha 10 a Sdružení historických sídel Čech, Moravy a Slezska. V rámci této akce vystupuje Hudba Hradní stráže a Policie České republiky.[8]
- V září 2015 se před kostelem konala vystoupení hudebních skupin a program pro rodiny s dětmi v rámci akce Zažít město jinak[9].

## Galerie

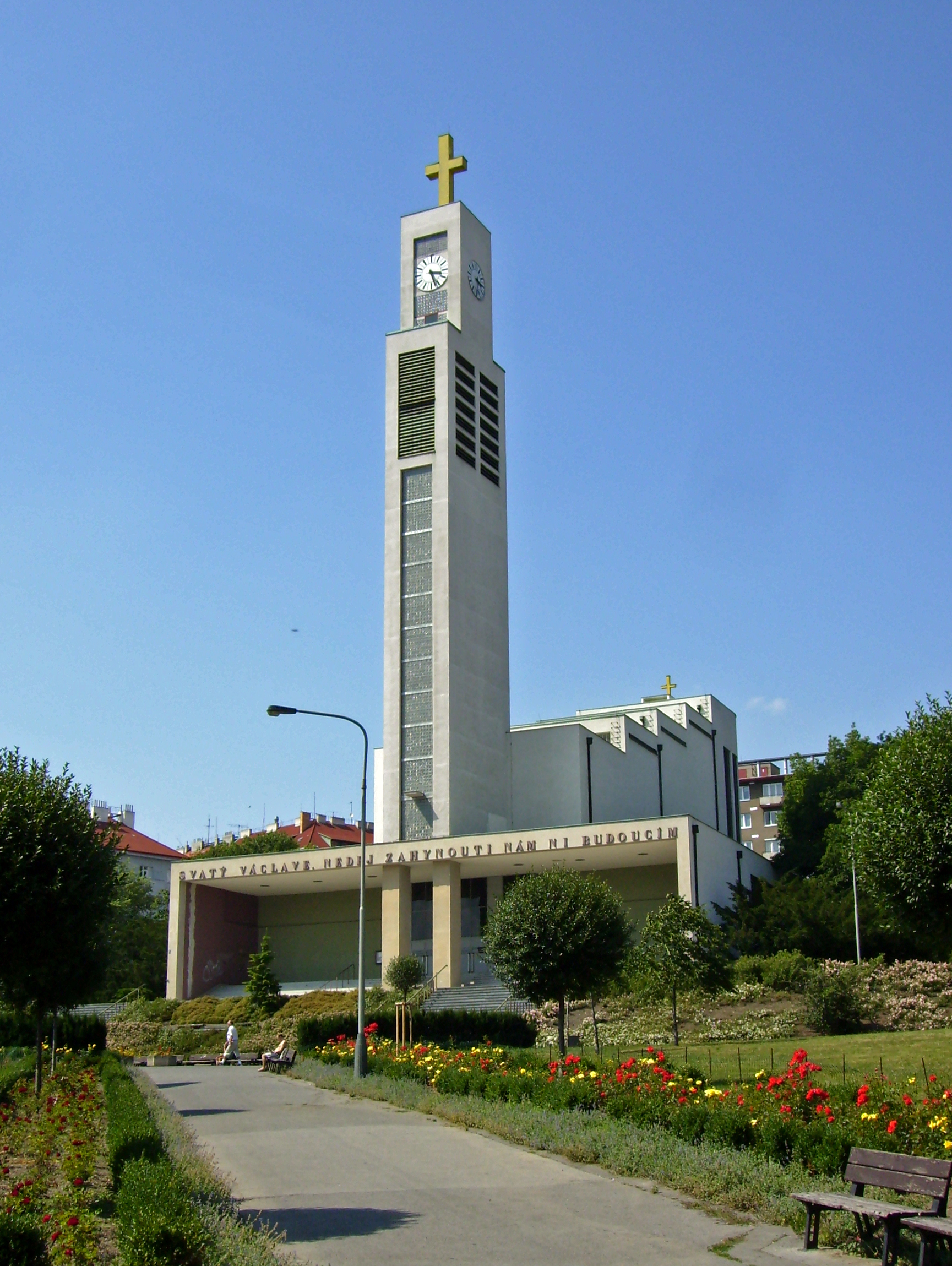
Kostel svatého Václava v létě
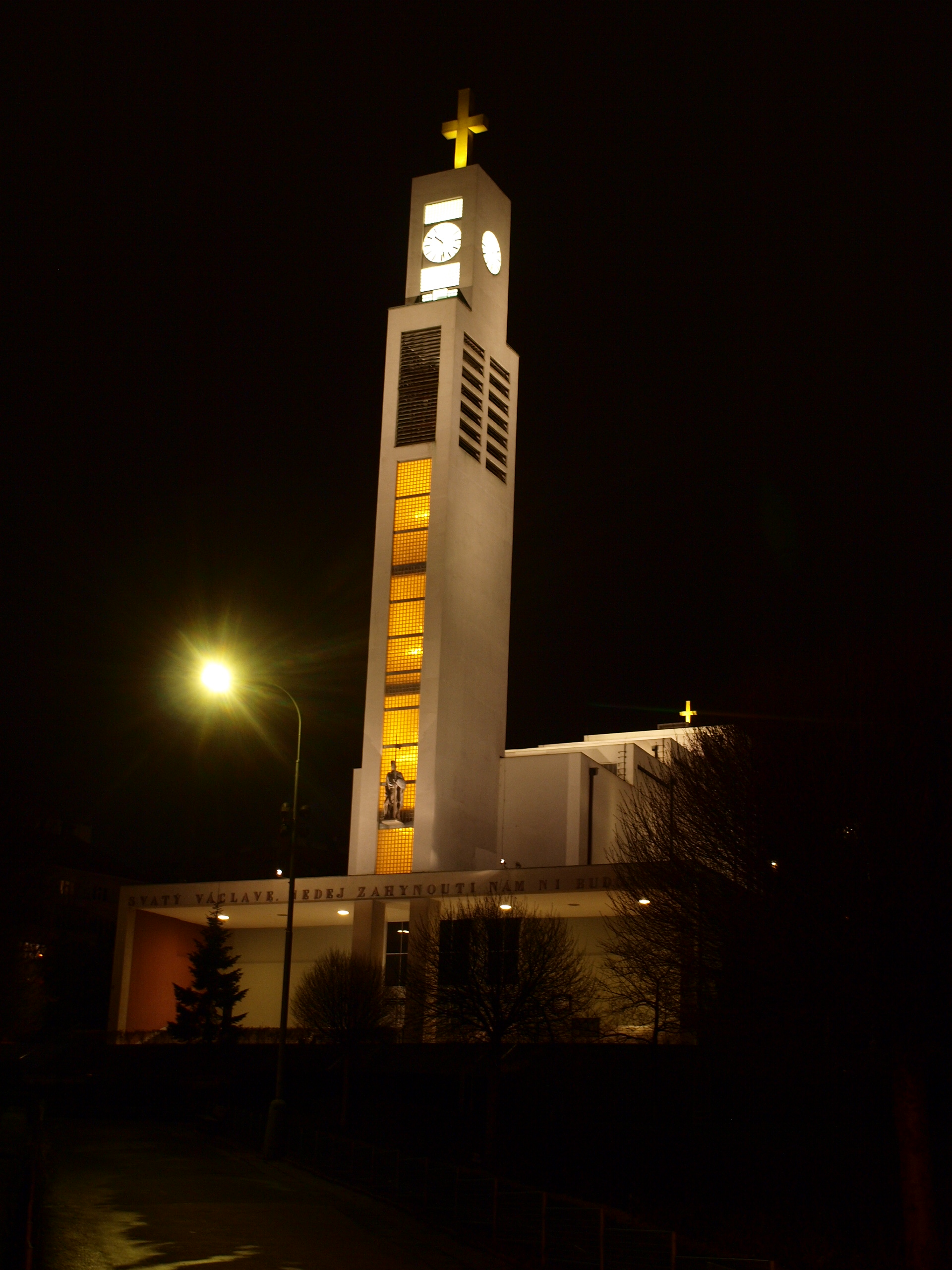
Kostel v noci
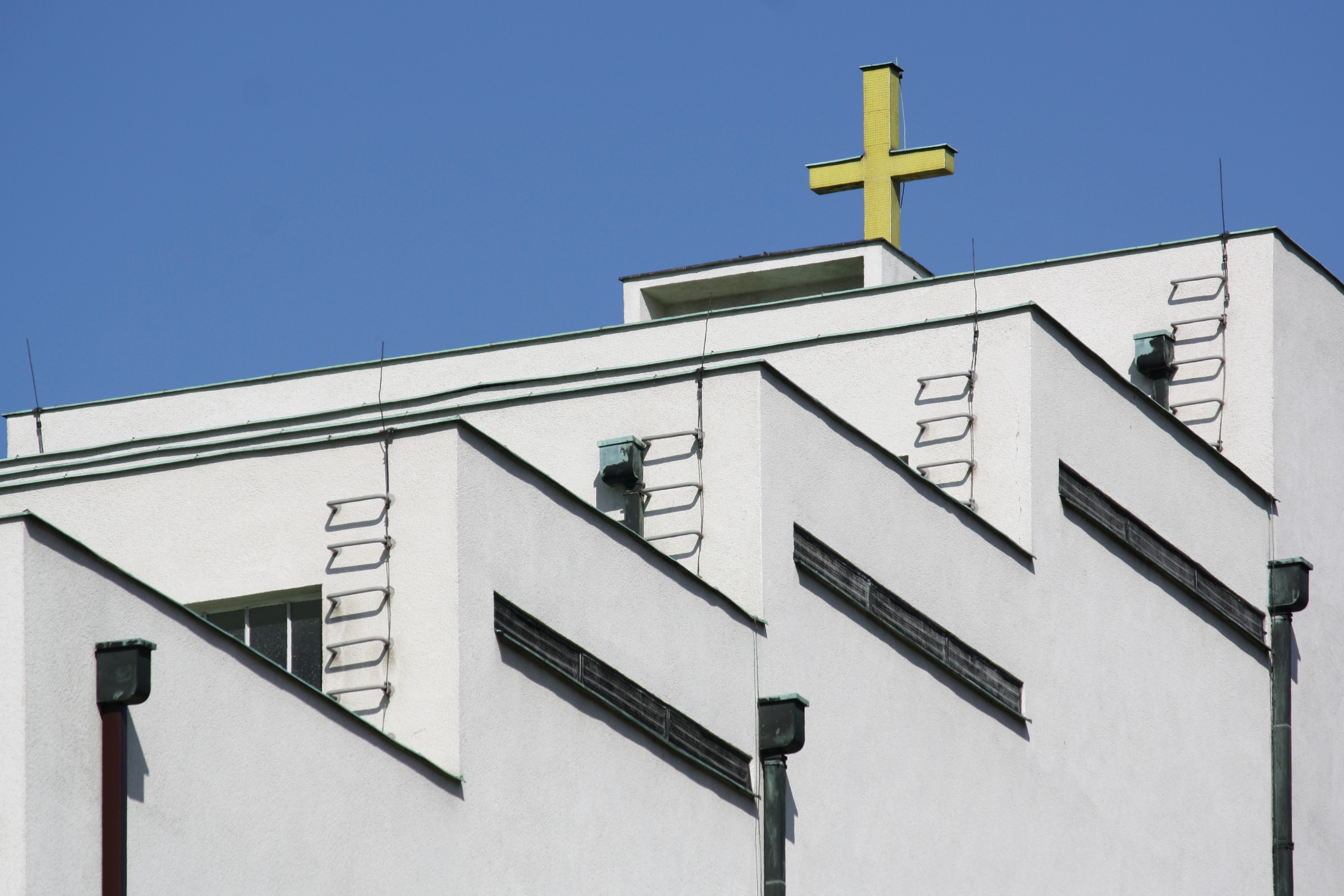
Detail zajímavě řešené střechy kostela
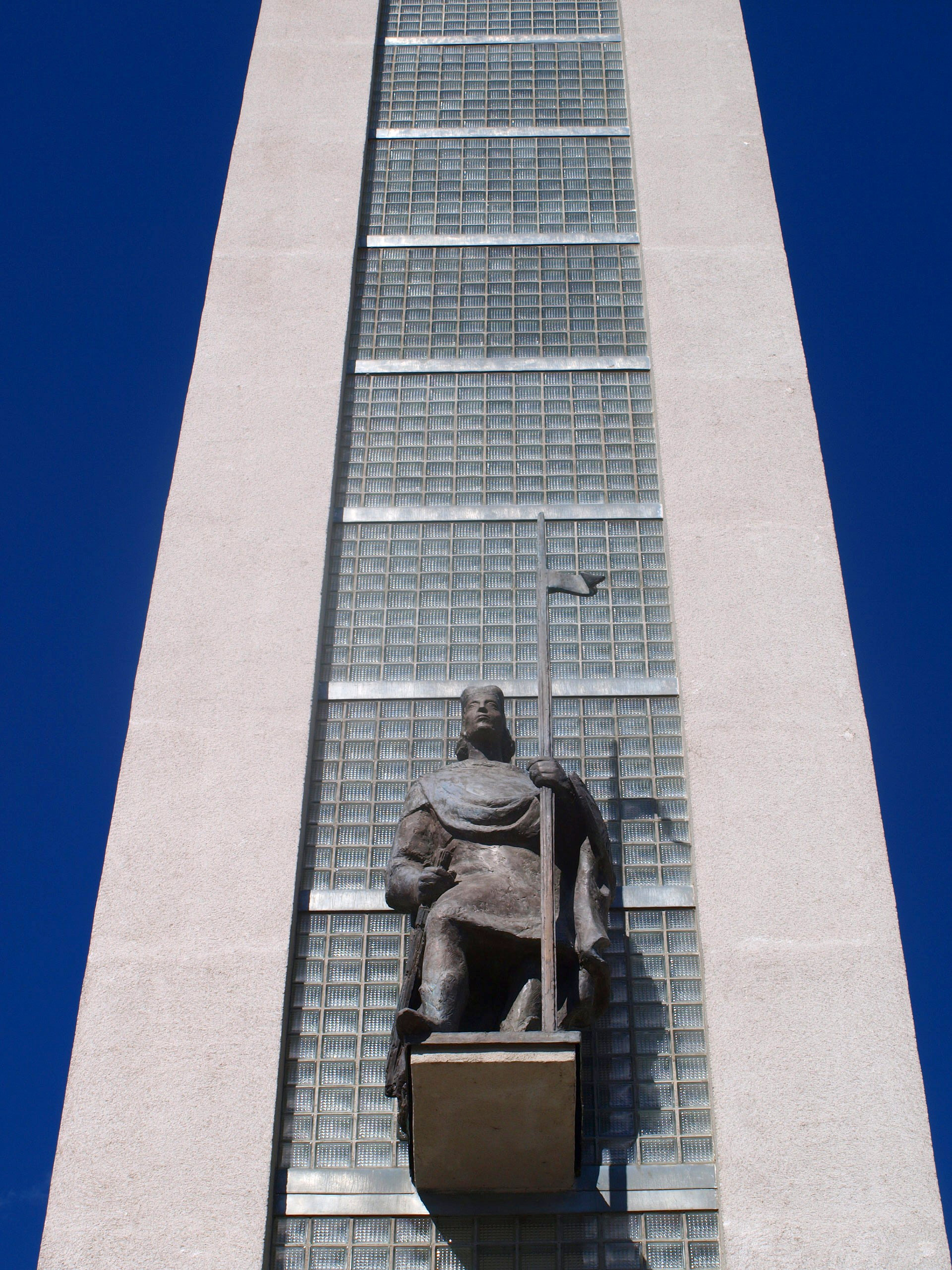
Detail věže kostela se sochou svatého Václava
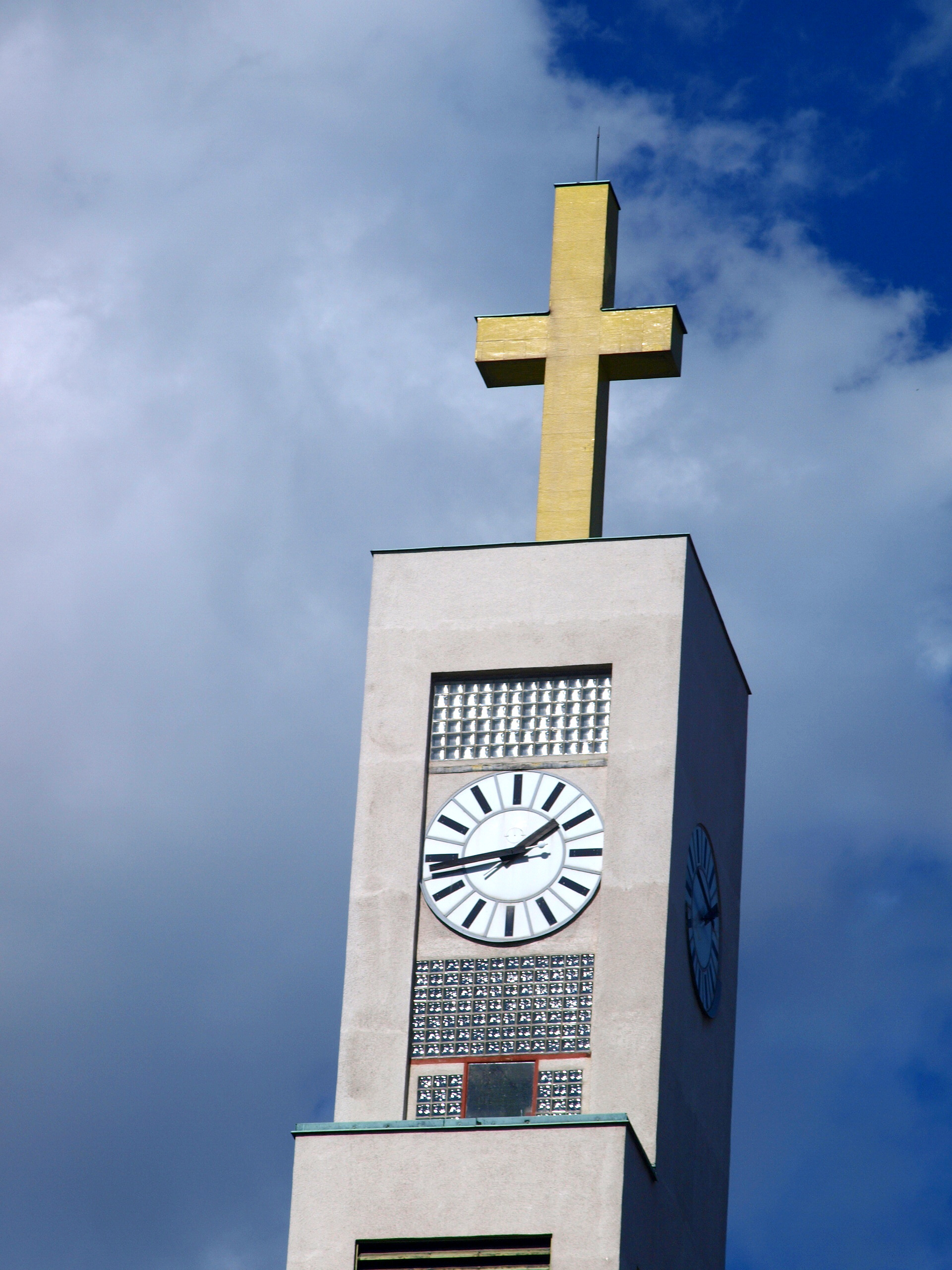
Detail kříže kostela
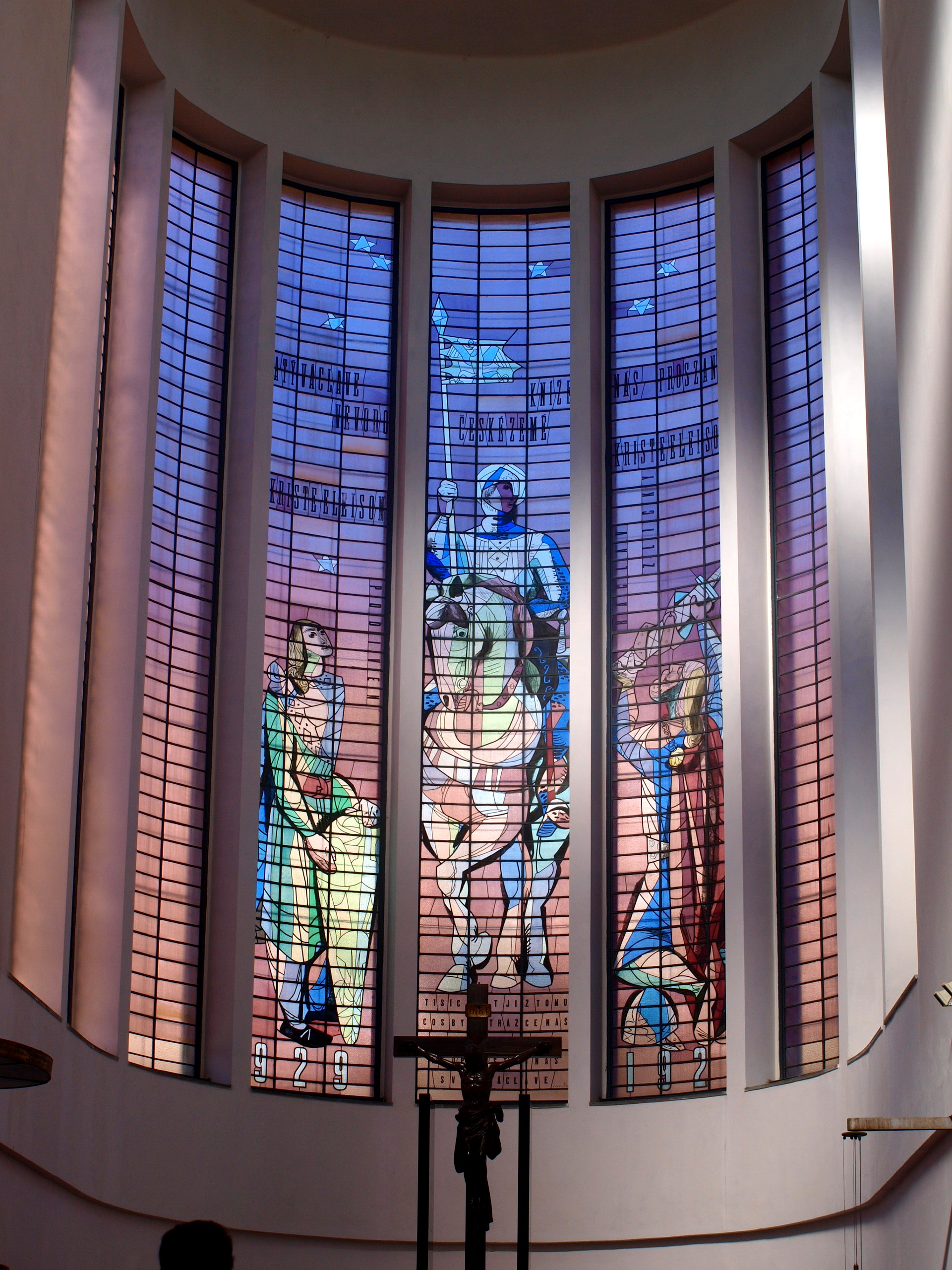
Vitráž v interiéru kostela (apsida)
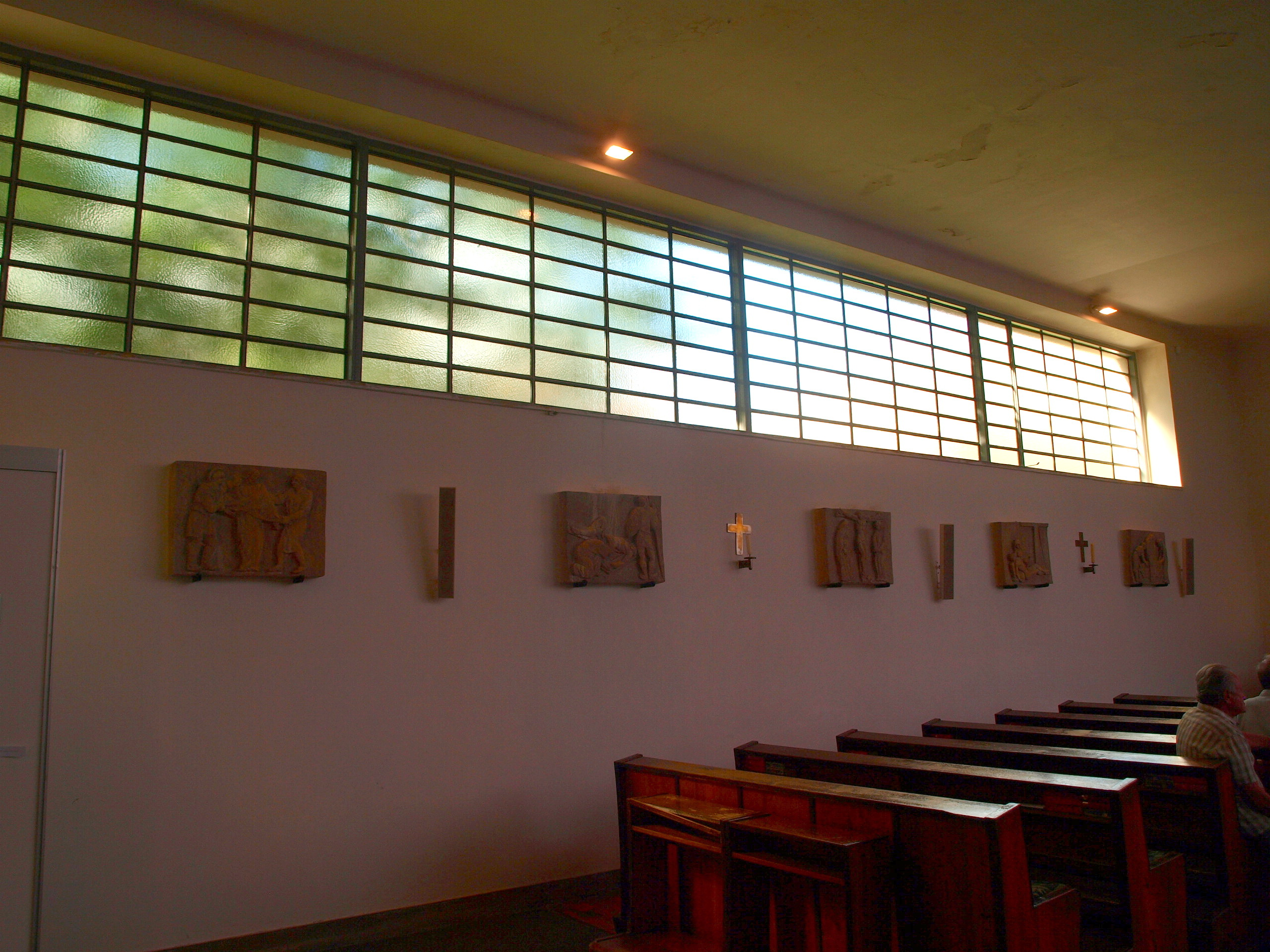
Interiér kostela – křížová cesta
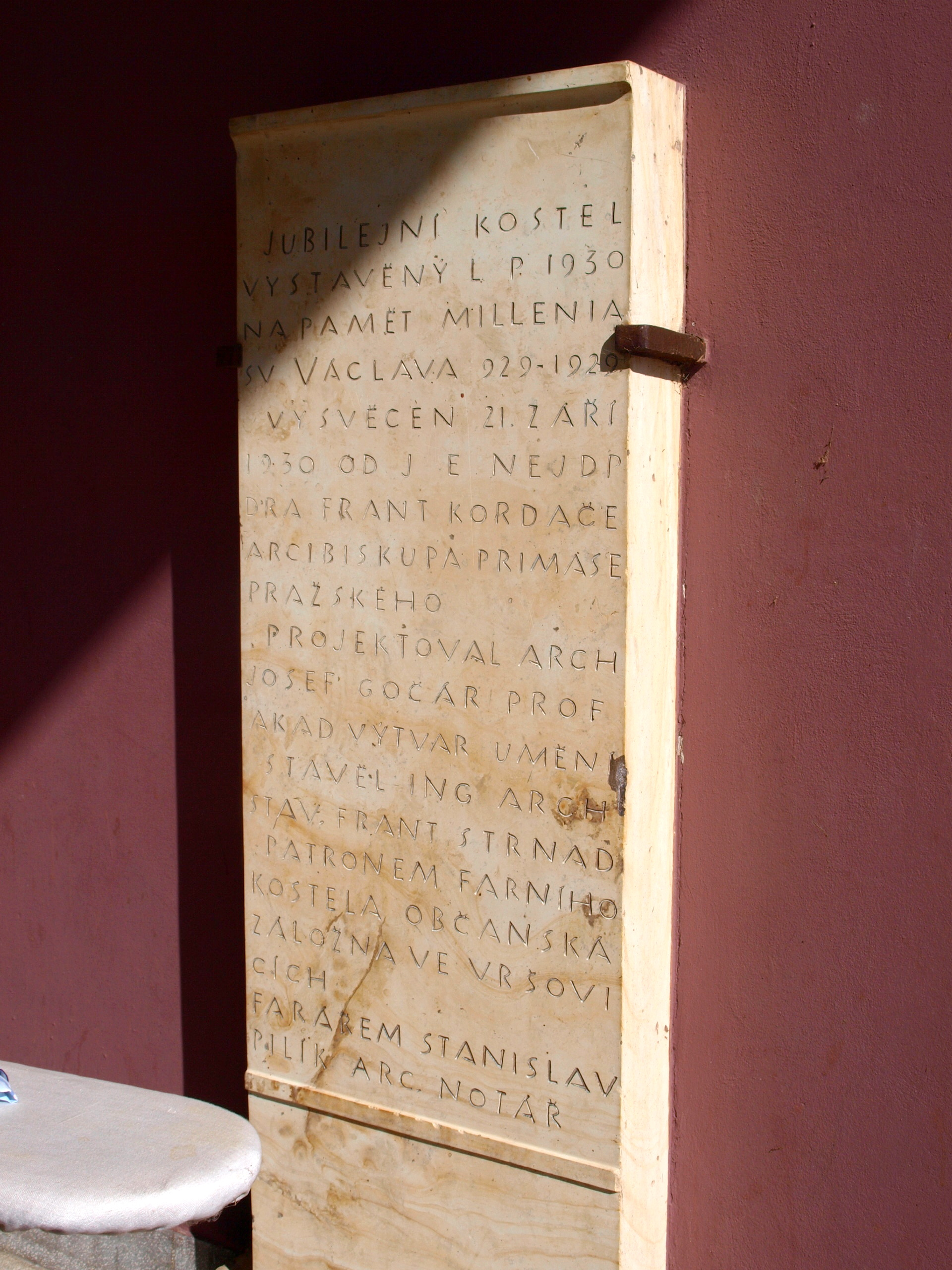
Pamětní deska při vstupu do kostela
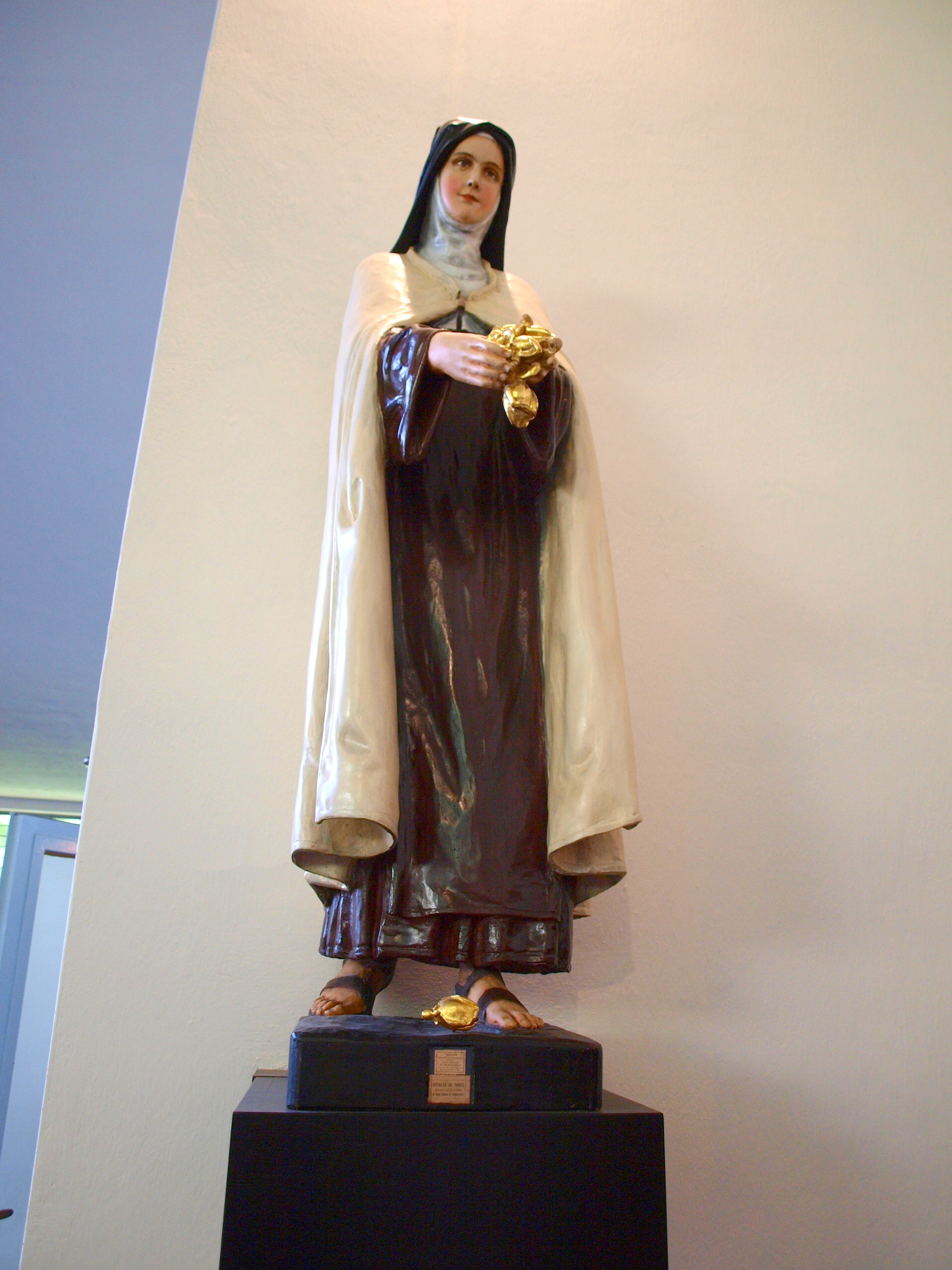
Socha v interiéru kostela